# John S. Cohen
John S. Cohen (Augusta, 1870. február 26. – Atlanta, 1935. május 13.) az Amerikai Egyesült Államok szenátora (Georgia, 1932–1933).